# Abdication de Bayonne
Pour l’article homonyme, voir entrevue de Bayonne (1565).
L'abdication de Bayonne ou entrevue de Bayonne a lieu le 30 avril 1808 entre Napoléon Ier, Charles IV d'Espagne, Ferdinand VII et Manuel Godoy. L'empereur français a été sollicité par les deux prétendants légitimes au trône d'Espagne (Charles IV, roi couronné, et Ferdinand VII, son fils, roi proclamé) pour trouver une issue profitable à tous concernant la querelle des deux souverains, menaçant de tourner à la guerre civile. Napoléon décide de priver les deux Espagnols de leurs espérances en obtenant de choisir son propre candidat, Joseph Bonaparte, son frère aîné, pour le trône espagnol.

## Historique

### Contexte
Le traité de Fontainebleau signé en 1807 par l'empereur des Français Napoléon Ier et Manuel Godoy, chancelier du roi Charles IV d'Espagne (et amant de la reine Marie-Louise) dont la finalité est l'invasion et le démembrement du Portugal, permet aux troupes françaises de pénétrer en Espagne. Celles-ci, outrepassant leurs droits, en viennent à investir un grand nombre de villes et à contrôler les routes et chemins espagnols. Craignant le mécontentement général, soumis à l'amant de sa femme, le roi (suivi de sa cour) se réfugie à Aranjuez tout en songeant - à l'instar de sa fille et de son gendre, le roi et la reine du Portugal - à s'exiler dans leurs colonies d'Amérique du Sud. 

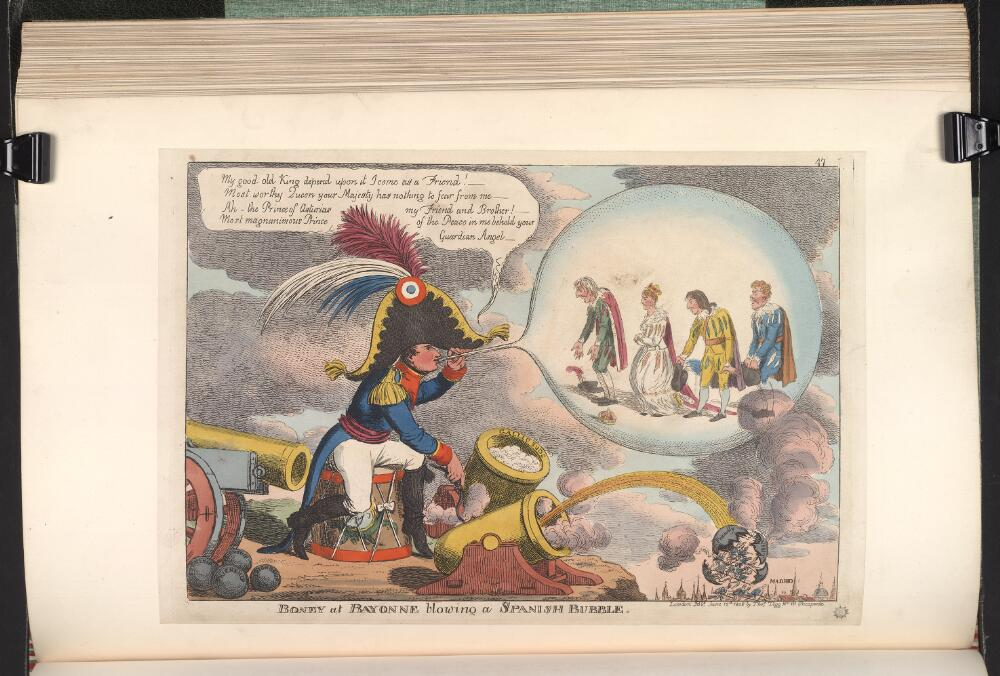
Napoléon fait éclater la monarchie espagnole comme une bulle de savon. Caricature anglaise, 1808.

Le 17 mars 1808, un soulèvement populaire fomenté par le jeune prince des Asturies les en empêche. Il prend le pouvoir sous le nom de Ferdinand VII et fait arrêter le premier ministre. Le roi abdique en faveur de son fils mais, une guerre civile menaçant, les deux protagonistes demandent l'arbitrage de leur allié, l'empereur des Français. Napoléon invite la famille royale à Bayonne, au château de Marracq.
Napoléon est las de la faiblesse de son allié. Il estime nécessaire que l'Espagne, comme tous les pays d'Europe, applique scrupuleusement le blocus continental visant à affaiblir l'Angleterre, son ennemi principal. Allant à l'encontre des conseils de Talleyrand, l'Empereur envisage la conquête de la péninsule et l'installation sur le trône espagnol d'un de ses proches. Il veut profiter des protestations de Charles IV contre l'action de son fils pour intervenir, d'autant que Joachim Murat est présent avec une armée en Espagne, en vertu du traité de Fontainebleau.
Savary, duc de Rovigo, est envoyé sur place pour communiquer les ordres de Napoléon à Murat : ils doivent emmener Ferdinand VII en France afin qu'un frère de l'Empereur soit placé sur le trône (alors que Murat souhaiterait que lui-même devienne roi d'Espagne). Mais ces projets sont tenus secrets. Dans l'immédiat, les Espagnols se réjouissent, car ils pensent que les Français apportent leur soutien à Ferdinand. Savary reçoit la visite de plusieurs dignitaires importants de l'entourage de Ferdinand, notamment le duc de l'Infantado et le chanoine Escoïquiz. Il obtient facilement une entrevue avec lui.

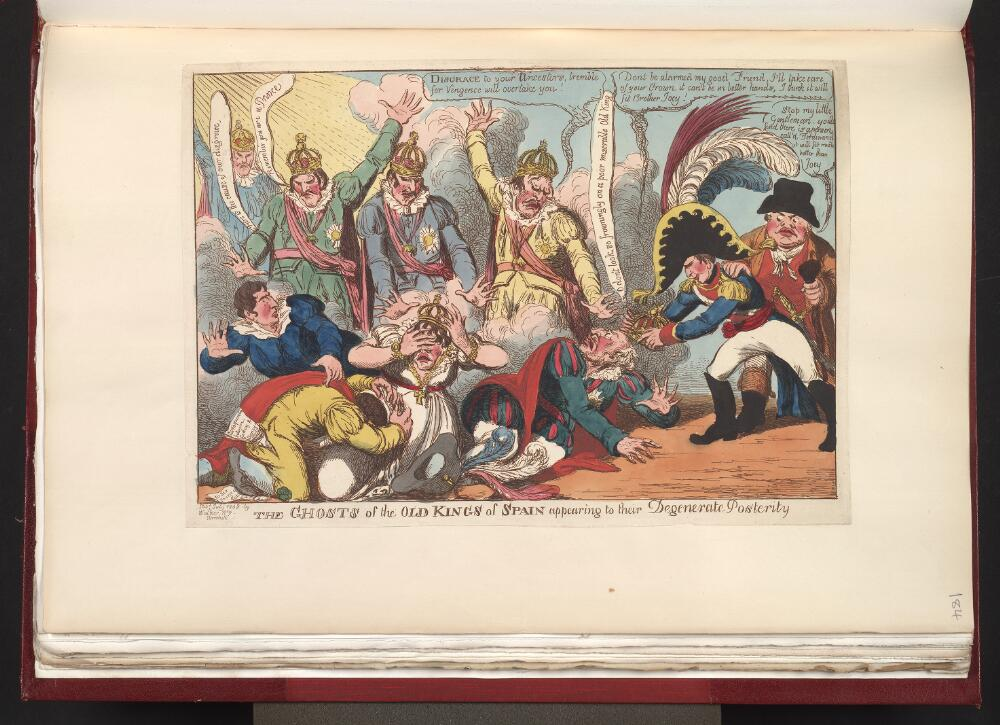
« Les fantômes des anciens rois d'Espagne apparaissant à leur postérité dégénérée ». Caricature anglaise, 1808.

Lors de cette entrevue, Savary expose les craintes de l'Empereur face à la situation en Espagne et son souhait de voir les choses reprendre rapidement un cours plus normal. Il parvient à convaincre le prince des Asturies de rencontrer Napoléon pour plaider sa cause et le rassurer sur son désir de maintenir des relations cordiales avec la France. Il le presse aussi de quitter Madrid en arguant que Charles IV cherche de son côté le soutien de l'Empereur. Savary l'informe enfin que l'Empereur est en train de partir vers le sud-ouest de la France pour faciliter leur rencontre. Avec l'aide de  l'ambassadeur Eugène de Beauharnais, il parvient à convaincre Ferdinand de partir. L'opération manque d'ailleurs d'échouer lorsque Murat demande la libération du ministre Godoy ; s'avisant des inquiétudes des partisans de Ferdinand, il fait très vite machine arrière.
La rencontre est d'abord fixée à Burgos. Le prince des Asturies part le 10 avril 1808 pour cette ville, escorté par Savary et des troupes françaises. Arrivés à destination, ils constatent que l'Empereur n'est pas là. Savary convainc le prince et son escorte de pousser jusqu'à Vitoria. En réalité, Napoléon n'est pas plus à Vitoria qu'il n'était à Burgos : il se trouve toujours à Bayonne, où il attend que le prince le rejoigne. En revanche, la région est occupée par le général français Verdier et ses hommes.
Sur les conseils des ducs de San Carlo et de l'Infantado, le prince refuse de continuer. Savary part pour Bayonne et en revient avec une lettre de Napoléon, ainsi que des promesses ; si tout cela devait être insuffisant, il a aussi l'ordre de ramener le prince manu militari. Le 20 avril, l'escorte passe en territoire français et arrive peu après à Bayonne.

### Entrevue
Le soir même, l'Empereur charge Savary, auteur des promesses mensongères, d'aller annoncer à l'infant que c'est Charles IV qui est reconnu comme le roi légitime d'Espagne. Godoy, aussitôt libéré par Murat, puis le couple royal se rendent à leur tour à l'entrevue. Ferdinand VII, terrorisé par Napoléon et les insultes de sa mère, doit lui-même renoncer à la couronne. Charles IV décide de ne pas la conserver pour lui-même et charge son allié français de placer sur le trône un candidat de son choix. Napoléon ne choisit pas un infant d'Espagne mais son frère ainé Joseph Bonaparte, déjà roi de Naples. Le royaume de Naples échoit à Joachim Murat, beau-frère de Napoléon. 
Charles IV reçoit en compensation la résidence de Chambord et une rente de 6 millions. On garantit au favori Manuel Godoy une retraite heureuse et on règle le sort des infants : il est convenu que les petits princes suivront leurs parents en exil. 
Quelques jours après, Joseph Bonaparte quitte Naples pour aller prendre possession de son nouveau royaume. 
Ferdinand VII est interné en France dans l'Indre, au château de Valençay qui appartient à Talleyrand.

## Conséquences
L'entrevue, très rapidement dénommée guet-apens de Bayonne, est vivement critiquée par Talleyrand qui juge les moyens utilisés par Napoléon inexcusables. Il les qualifie de « tromperie » et de « tricherie » et avance qu'ils ne seront pardonnés par personne. À Madrid, Murat veut enlever les jeunes infants pour les envoyer en France, ce qui déclenche un soulèvement populaire réprimé dans le sang par les troupes françaises, le 2 mai (Dos de Mayo).
Dans le même temps, Joseph convoque à Bayonne une assemblée de notables espagnols désignés pour adopter une nouvelle Constitution. Celle-ci, imposée par l'empereur, supprime l'Inquisition et limite l'influence de l'Église catholique en Espagne.
Le soulèvement de Madrid contre l'occupant, bien que rapidement étouffé, est la première étape de la guerre d'indépendance espagnole. À la fin de 1813, Napoléon, menacé sur le Rhin par les forces de la Sixième Coalition,  se résout à rendre son trône à Ferdinand VII par le traité de Valençay.